# Pesquisas eleitorais para a eleição estadual de 2026 na Bahia
Esta é uma lista de pesquisas eleitorais para a eleição estadual de 2026 no estado da Bahia. Desde as eleições de 2022, empresas de pesquisa de opinião publicam informações que rastreiam a intenção de voto para a eleição para governador em 2026. Os resultados estão listados abaixo em ordem cronológica reversa. Todas os cenários se referem a pesquisas estimuladas, quando uma lista de candidatos é apresentada ao entrevistado.

## 1.º Turno

### 2025
| Contratante/Pesquisa | Datas de Pesquisa            | Amostragem | Margem de erro (%pt) |                  |                          |                |                    | Indecisos ou Absentos |     |       |      |      |       |
| Contratante/Pesquisa | Datas de Pesquisa            | Amostragem | Margem de erro (%pt) | ACM Neto (UNIÃO) | Jerônimo (PT)            | João Roma (PL) | Kleber Rosa (PSOL) | Indecisos ou Absentos |     |       |      |      |       |
| -------------------- | ---------------------------- | ---------- | -------------------- | ---------------- | ------------------------ | -------------- | ------------------ | --------------------- | --- | ----- | ---- | ---- | ----- |
| Contratante/Pesquisa | Datas de Pesquisa            | Amostragem | Margem de erro (%pt) | Paraná Pesquisas | 17 a 20 de março de 2025 | 1.640          | 2,5                | Indecisos ou Absentos | 52% | 27,4% | 8,1% | 1,5% | 10,9% |
| Genial/Quaest        | 19 a 23 de fevereiro de 2025 | 1.200      | 3                    | 42%              | 38%                      | 3%             | 1%                 | 16%                   |     |       |      |      |       |

### 2024
| Contratante/Pesquisa | Datas de Pesquisa | Amostragem | Margem de erro (%pt) |                  |                           |                |                    | Indecisos ou Absentos |     |     |    |    |     |
| Contratante/Pesquisa | Datas de Pesquisa | Amostragem | Margem de erro (%pt) | ACM Neto (UNIÃO) | Jerônimo (PT)             | João Roma (PL) | Kleber Rosa (PSOL) | Indecisos ou Absentos |     |     |    |    |     |
| -------------------- | ----------------- | ---------- | -------------------- | ---------------- | ------------------------- | -------------- | ------------------ | --------------------- | --- | --- | -- | -- | --- |
| Contratante/Pesquisa | Datas de Pesquisa | Amostragem | Margem de erro (%pt) | Genial/Quaest    | 4 a 9 de dezembro de 2024 | 1.200          | 3                  | Indecisos ou Absentos | 44% | 37% | 3% | 2% | 14% |